# 虷澤篤志
虷澤 篤志（かんざわ あつし、1972年 - ）は、日本の実業家、株式会社AGSコンサルティング代表取締役会長、AGS税理士法人代表理事。

## 人物・経歴
1972年、神奈川県生まれ。1995年、立教大学経済学部経営学科（現・経営学部）卒業。
2000年、株式会社AGSコンサルティングに入社。2008年、同社取締役、AGS税理士法人理事に就任。2014年、AGSコンサルティング常務取締役、2016年、同社専務取締役、2019年、同社取締役副社長に就任。
2021年、AGSコンサルティング代表取締役副社長、AGS税理士法人副代表理事に就任。
2022年、AGSコンサルティング代表取締役会長、AGS税理士法人代表理事に就任。
AGSコンサルティングとAGS税理士法人で形成されるAGSグループは、東京・名古屋・大阪・福岡の国内拠点と、シンガポール・香港・タイ・マレーシア・ベトナム・フィリピンに海外拠点を持つ総合コンサルティングファームである。クライアントのアカウント数は3,500を超え、ワンストップで企業の成長支援を行っている。